# Germaine Dawis
Pour les articles homonymes, voir Caillard.
Eugénie Marie Gadiffet-Caillard dite Germaine Dawis, née le 9 mars 1857 à Paris et morte le 14 janvier 1927 à Nice, est une peintre française.

## Biographie
Enfant naturelle de Marie Herminie Gadiffet, ouvrière aux tabacs, elle est adoptée par Joséphine Cléophile Marie Caillard.
Élève d'Arsène-Hippolyte Rivey, d'Adolphe Yvon puis de Jean-Jacques Henner, elle expose au Salon à partir de 1877.
Elle est membre de la Société des artistes français depuis 1883.
Elle meurt à Nice à l'âge de 69 ans.

## Œuvres exposées aux Salons

### Salon de peinture et de sculpture
- 1877 : Portrait de Mme E. Caillard
- 1878 : Portrait d’une jeune fille
- 1879 : Portrait de Mme la marquise de G.

### Salon des artistes français
- 1880 : Gentilhomme protestant
- 1880 : Avant la séance
- 1881 : Dame flamande
- 1882 : Une muse
- 1883 : Historia
- 1886 : Portrait de Mme R. A.
- 1887 : Portrait de Mme R. W.
- 1888 : Portrait de Mlle G.

### Exposition industrielle internationale de Toulouse
- 1908 : Liseuse
- 1908 : Fille d’Eve (Nu)

## Œuvres dans les collections publiques

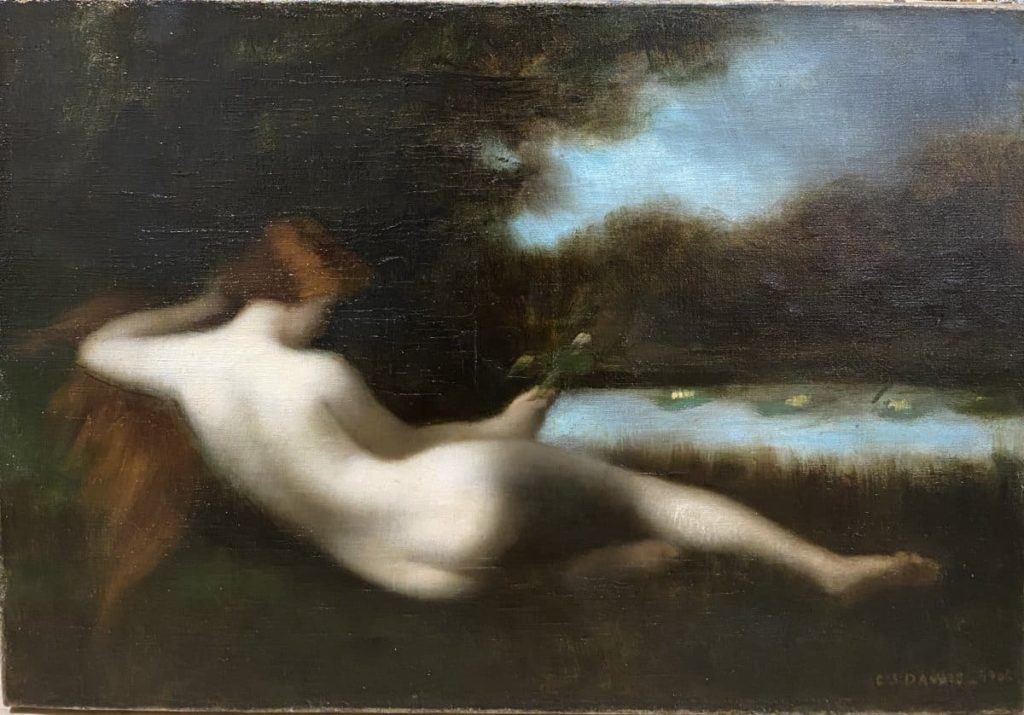
Nymphe à la fleur, Musée des Beaux-Arts de Mulhouse.

- Montauban, Musée Ingres-Bourdelle : Nus féminins[4]
- Mulhouse, Musée des Beaux-Arts : Nymphe à la fleur[5]
- Romilly-sur-Aigre, Église Saint-Pierre : Adoration des bergers[6]